# Emmet Fox
Emmet Fox (30 luglio 1886 – 13 agosto 1951) è stato un pastore protestante statunitense della Chiesa di scienza divina e una delle figure più notevoli all'interno del movimento del New Thought, noto soprattutto per i suoi libri sulla spiritualità e il pensiero positivo.

## Biografia
Emmet Fox nasce nel 1886 in Irlanda e svolge gli studi presso una scuola gesuita vicino a Londra, diventando ingegnere elettrico. Già dall'adolescenza si interessa al tema della guarigione e a come essa sia possibile attraverso la preghiera e il pensiero: studia quindi il movimento del New Thought e conosce uno dei suoi esponenti più celebri all'epoca, Thomas Troward.
Nel 1914 Emmet Fox assiste alla riunione dell'associazione internazionale del New Thought a Londra e tiene la sua prima conferenza nel 1928, sempre a Londra. Nel 1931 si trasferisce negli Stati Uniti, dove viene ordinato ministro del culto della Chiesa di Scienza Divina da Nona L. Brooks, diventando pastore della sede di New York City della chiesa.
Il successo delle sue conferenze in città è enorme e contribuisce a portare la Chiesa di Scienza Divina al suo periodo d'oro per diffusione e popolarità. L'insegnamento di Fox si basava principalmente sulla pratica delle affermazioni positive e sul mantenimento della mente costantemente rivolta a Dio.
La figura di Emmet Fox è anche collegata all'associazione degli Alcolisti Anonimi, dato che i primi gruppi di questa associazione erano soliti frequentare le lezioni e conferenze di Fox, il quale li incoraggiava a vincere i loro problemi attraverso la pratica del pensiero positivo.
Fox muore nel 1951 in Francia.

## Opere di Emmet Fox
Gli scritti di Emmet Fox sono stati dei veri e propri best seller negli anni '30 e sono tuttora pubblicati sia in lingua inglese che in francese. 
- The Sermon on the Mount: The Key to Success in Life. ISBN 0-06-062862-6
- The Ten Commandments. ISBN 0-06-250307-3
- Power Through Constructive Thinking. ISBN 0-06-062861-8
- Around the Year with Emmet Fox: A Book of Daily Readings. ISBN 0-06-250408-8
- Alter Your Life. ISBN 0-06-250897-0
- Make Your Life Worthwhile. ISBN 0-06-062913-4
- Diagrams for Living: The Bible Unveiled. ISBN 0-06-250335-9
- The Seven Day Mental Diet: How to Change Your Life in a Week. ISBN 0-87516-738-1
- Find and Use Your Inner Power. ISBN 0-06-250407-X
- Stake Your Claim: Exploring the Gold Mine Within. ISBN 0-06-250537-8

In lingua italiana:
- Metafisica originale. 2011, Editrice Italica, ISBN 978-88-6324-119-8
- La chiave d'oro. 2013, Nemo Editrice, ISBN 978-88-908668-0-7
- La chiave d'oro. La formula pratica per risolvere tutti i problemi. Nemo Editrice. Versione ebook, 2013, ISBN 978-88-908668-4-5
- L'equivalente mentale. La formula segreta per manifestare e ottenere tutto quello che desideri. Nemo Editrice. Versione ebook. 2014, ISBN 978-88-98790-20-3